# عزلة الشهلي (إب)
عزلة الشهلي هي إحدى عزل مديرية جبلة في محافظة إب اليمنية ويبلغ تعداد سكانها 3526 نسمة حسب التعداد السكاني في اليمن لعام 2004.

## روابط خارجية
- الجهاز المركزي للإحصاء بالجمهورية اليمنية
- المركز الوطني للمعلومات باليمن
- الدليل الشامل